# Ilse Kaschube
Ilse Kaschube (n. 25 iunie 1953, Altentreptow, Republica Democrată Germană, Germania) este o caiacistă germană, medaliată olimpică. A participat la o ediție a Jocurilor Olimpice (1972) în care a câștigat o medalie de argint.

## Participări
Lista de mai jos prezintă principalele competiții la care a participat Ilse Kaschube de-a lungul carierei.
- canoeing at the 1972 Summer Olympics – women's K-2 500 metres[*]